# Cinema Mudo (álbum)
| Críticas profissionais | Críticas profissionais |
| Avaliações da crítica  | Avaliações da crítica  |
| Fonte                  | Avaliação              |
| ---------------------- | ---------------------- |
| AllMusic               | 4 de 5 estrelas.       |

Cinema Mudo é o álbum de estreia dos Paralamas do Sucesso, lançado em 1983. Levou a uma turnê com 37 shows em 1983, e 112 (juntando com a turnê de O Passo do Lui) em 1984.
O álbum começou com uma fita demo mandada à rádio Fluminense FM em 1982, com 4 músicas: "Vital e sua Moto", "Patrulha Noturna", "Encruzilhada Agrícola-Industrial" e "Solidariedade Não!". "Vital", em homenagem ao primeiro baterista da banda, Vital Dias, foi bem tocada no verão de 83, e levou a um contrato com a EMI. Tirando "Solidariedade Não" (sobre o sindicato polonês), todas as músicas do demo entraram no álbum (mas uma com o nome encurtado para "Encruzilhada", e "Vital e Sua Moto" com novo arranjo).
As duas músicas mais conhecidas, que viraram compactos, são "Vital" (lado B:"Patrulha Noturna") e a faixa-título "Cinema Mudo" (lado B:"Shopstake"). O disco também inclui uma versão para "Química", do Legião Urbana.
"Vovó Ondina é Gente Fina" é homenagem à avó de Bi Ribeiro, que os deixava ensaiar em sua casa. Marcelo Bonfá, baterista do Legião Urbana, fora convidado por Herbert para realizar um solo de assovio na faixa, mas por nervosismo e por estar com a boca seca, não conseguiu realizar uma performance que o agradasse.
"Volúpia" é a primeira canção dos Paralamas a incluir sopros.

## Faixas
Todas as músicas de autoria de Herbert Vianna, exceto quando indicado.
| Lado A |                                                |         |  |
| N.º    | Título                                         | Duração |  |
| 1.     | "Vital e Sua Moto"                             | 03:11   |  |
| 2.     | "Foi o Mordomo"                                | 04:00   |  |
| 3.     | "Cinema Mudo"                                  | 03:50   |  |
| 4.     | "Patrulha Noturna"                             | 02:54   |  |
| 5.     | "Shopstake" (instrumental; Vianna, Bi Ribeiro) | 03:01   |  |

| Lado B |                                                          |         |  |
| N.º    | Título                                                   | Duração |  |
| 1.     | "Vovó Ondina é Gente Fina"                               | 02:02   |  |
| 2.     | "O Que Eu Não Disse" (Vianna, João Barone, Renato Russo) | 03:41   |  |
| 3.     | "Química" (Russo)                                        | 03:02   |  |
| 4.     | "Encruzilhada"                                           | 03:00   |  |
| 5.     | "Volúpia"                                                | 02:36   |  |

### Compactos Simples
- 1983 - Vital e Sua Moto:

Lado A: "Vital e Sua Moto"
Lado B: "Patrulha Noturna"
- 1984 - Cinema Mudo:

Lado A: "Cinema Mudo"
Lado B: "Shopstake" (instrumental)

## Créditos
- Herbert Vianna: guitarra e vocal
- Bi Ribeiro: baixo
- João Barone: bateria e percussão
- Lulu Santos: guitarra slide em "O Que Eu Não Disse"
- Ruban: teclados em "Foi o Mordomo"
- Leo Gandelman: arranjo de metais em "Volúpia"
- Cravo em "Cinema Mudo" por Herbert Vianna e Marcelo Sussekind
- Jorge Davidson: direção artística
- Marcelo Sussekind: produção
- Amaro Moço, Guilherme Reis e Serginho: técnicos de gravação
- Ricardo Leite: capa e ilustração
- Tadeu Valério: coordenação gráfica
- Maurício Valladares: fotos